# C. C. Pyle

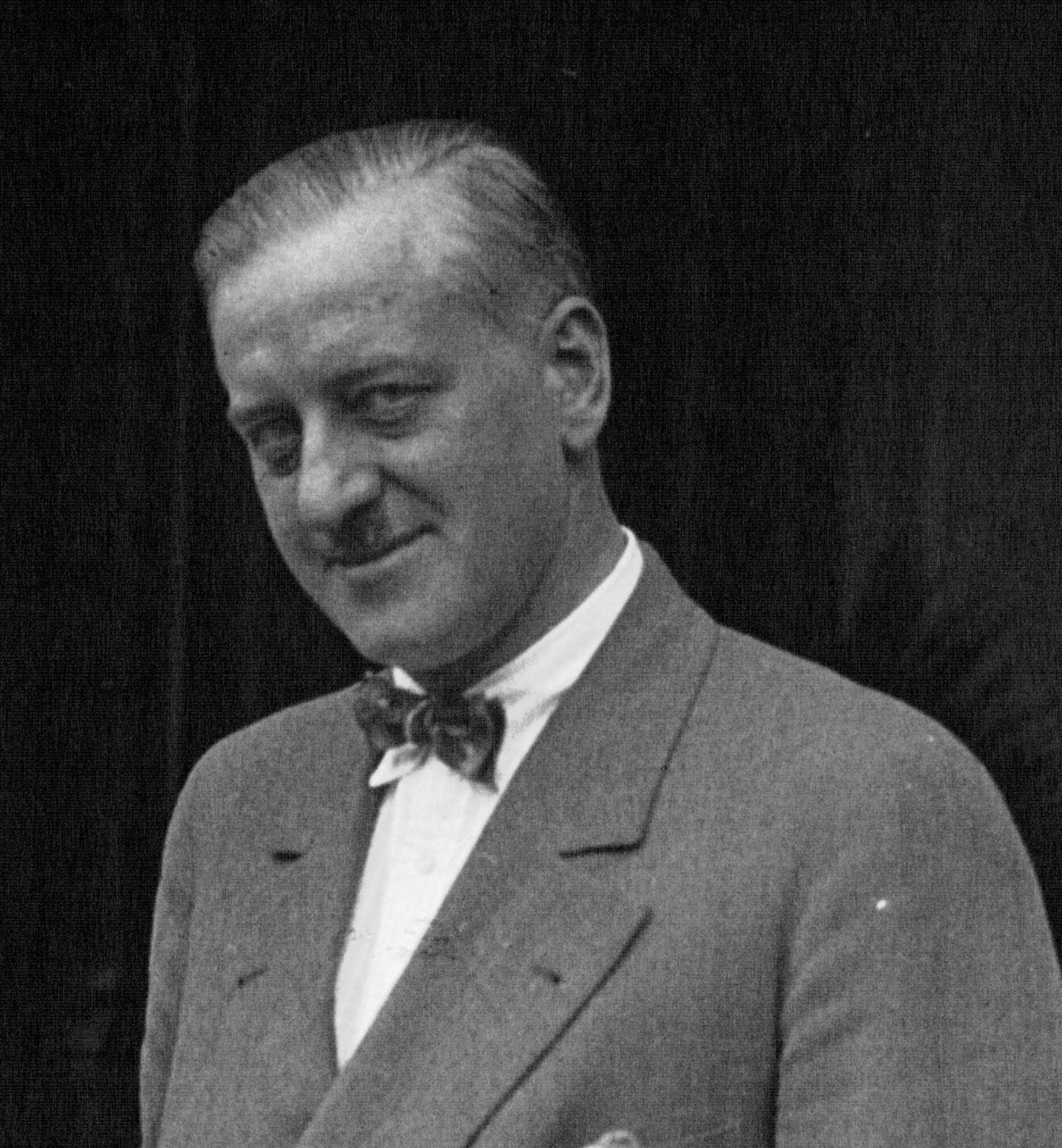
C. C. Pyle 1926

Charles C. Pyle (* 26. März 1882 in Van Wert, Ohio; † 3. Februar 1939 in Los Angeles, Kalifornien) war ein US-amerikanischer Kinobesitzer und Sportmanager. Sein Spitzname war Cash and Carry, abgeleitet von seinen Initialen C. C. und „the nation’s first sportsagent“. Er gilt sowohl als Pionier des American Football wie des Tennis als auch des Laufsports.

## Leben
Charles Pyle wuchs in Ohio auf und besuchte die Ohio Wesleyan. Nach dem Abschluss arbeitete er als Vertreter der Western Union Telegraph Company für Uhren, jedoch nur leidlich erfolgreich.
Als Business Agent der Fischer Co. vertrat er die Stummfilmschauspielerin Margarete Fischer. Ihre Schwester Dorothy wurde seine erste Ehefrau. Dorothy Fischer bezeichnete die Ehe im Rückblick als eine Art Zweckehe, mit der sich Pyle sich ein Kino sichern konnte und die Fischer-Schwestern als Stars etablieren konnte. Jedoch führte das gemeinsame Engagement in der Folge zu einem Zerwürfnis der beiden Schwestern. Pyle gelang es jedoch so, sich als Kinobesitzer zu etablieren.
1910 ließ er sich von Dorothy scheiden und heiratete kurz darauf Martha Lindsay Russell. Die Ehe hielt aber ebenfalls nur wenige Jahre. Bereits im Scheidungsjahr 1914 heiratete er seine dritte Ehefrau. Nachdem er seine Kinos verloren hatte, begann er als Vertreter für die Barton Musical Instrument Company zu arbeiten.
1925 lernte er den American-Football-Spieler Harold „Red“ Grange kennen, der in seinem letzten Collegejahr war und vor einer Profikarriere stand. Er vermittelte ihn für die 1925er Saison an die Chicago Bears und sorgte für einen lukrativen Deal. Insgesamt bekamen beide zusammen etwa 100.000 US-Dollar als Beteiligung an Ticketverkäufen. Außerdem vermittelte ihn Pyle als Schauspieler. Dies funktionierte gut für die erste Saison, doch da Pyle auch einen Miteigentumsanteil an den Bears forderte, der abgelehnt wurde, trennten sich die Bears von den beiden.
Pyle gründete daraufhin die kurzlebige American Football League und ließ Grange für die New York Yankees antreten. Die Liga musste jedoch nach nur einer Saison Konkurs anmelden. Grange blieb bei den Yankees, bis er nach der Saison 1927 nach einer Knieverletzung seine Karriere fast aufgeben musste. Er kehrte jedoch 1929 reumütig zu den Bears zurück, wo er nicht mehr als Quarterback eingesetzt werden konnte und nun in der Defense war.
Pyle nahm die Tennisspielerin Suzanne Lenglen  unter Vertrag und organisierte für sie eine US-Tour gegen Mary K. Browne. Er nahm außerdem weitere Tennisspieler für die Tour, die finanziell ein großer Erfolg wurde, unter Vertrag und heute als eine der ersten professionellen Touren gilt. Jedoch gestaltete sich der sportliche Aspekt schwierig, da die United States Tennis Association die Tour boykottierte und alle Sportler ihren Status als Amateure verloren.
1928 organisierte er den ersten Transamerikalauf der unter dem scherzhaften Namen „Bunion Derby“ bekannt wurde. Die durchkommerzialisierte Veranstaltung hatte Stargäste wie Grange und Lenglen, aber auch eine Art Wanderzirkus inklusive Freakshow, die den Event durch ganz Amerika begleitete. Von den gestarteten 199 Läufern kamen nur 55 tatsächlich ans Ziel. Andy Payne gewann die Serie von Marathonläufen.  Insgesamt machte Pyle trotz hoher Teilnahmegebühr ungefähr 100.000 Dollar Verlust. Nach der Tour trennten sich auch die Wege von Grange und Pyle. Die beiden gingen jedoch freundschaftlich auseinander.
Trotzdem setzte er 1929 erneut sein „Bunion Derby“ um, das mit 5720 Kilometern zum längsten Straßenrennen der Welt wurde. Jedoch war Pyle danach insolvent. Auch das ausgelobte Preisgeld konnte er an die beiden Finalisten John Salo und Peter Gavuzzi nicht bezahlen. Es begannen harte Jahre für ihn und nach einem Schlaganfall 1930 war seine rechte Körperhälfte gelähmt. Jedoch gelang es ihm in der Rehabilitation wieder laufen zu lernen. Nach drei Jahren Reha konnte er 1933 wieder in die Öffentlichkeit zurückkehren. Bei A Century of Progress trat er als Manager von Ripley’s Believe It or Not! auf. Seine Ehe scheiterte erneut. Er ließ sich 1936 scheiden.
1937 heiratete er Elvia Allman Tourtellotte, eine Radio-Comedian. Er wurde anschließend Präsident der Radio Transcription Company. Die Anstellung behielt er bis zu seinem Tod am 3. Februar 1939. Er starb an einem Herzinfarkt im Alter von 56 Jahren.